# Robertus spinifer
Robertus spinifer là một loài nhện trong họ Theridiidae.
Loài này thuộc chi Robertus. Robertus spinifer được James Henry Emerton miêu tả năm 1909.